# Kökschetau

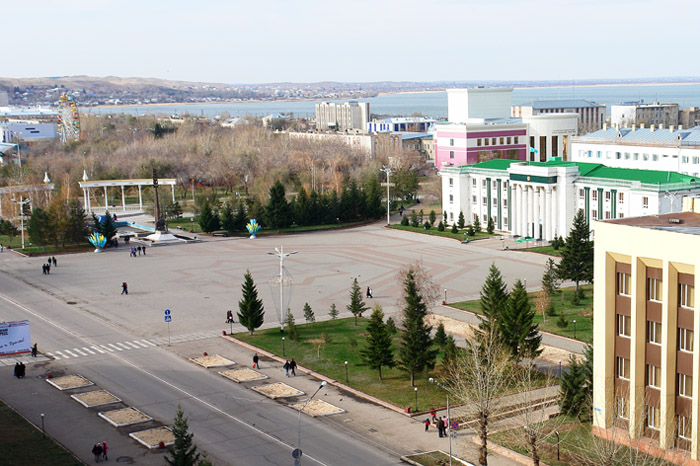
Abylai-Chan-Platz in Kökschetau

Kökschetau (kasachisch Көкшетау Kökşetaw – „blauer Berg“, russisch Кокшетау Kokšetau; bis zum 7. Oktober 1993 Кокчетав Koktschetaw) ist eine Stadt in Kasachstan.

## Geografische Lage
Kökschetau ist die Hauptstadt des Gebiets Aqmola. Sie liegt im Norden des Landes, ca. 300 km nordnordwestlich der kasachischen Hauptstadt Astana.

## Geschichte
Kökschetau wurde am 29. April 1824 als kosakische Staniza gegründet und wurde gegen Ende 1824 eines der Regionalzentren des Gebietes Omsk. Im Jahre 1868 wurde Kökschetau und dessen Umland dem neu entstandenen Gebiet Akmolinsk zugeordnet und bekam 1895 die Stadtrechte verliehen. Die Stadt wurde 1944 zum Zentrum der neugegründeten Oblast Koktschetaw, die bis 1997 innerhalb der Kasachischen SSR bzw. im Rahmen des unabhängigen Kasachstan bestand. 1997 wurde die Oblast als Verwaltungseinheit aufgelöst und verlor ihre Eigenständigkeit. Ebenfalls verlor die Stadt die Funktion der Gebietshauptstadt und wurde an das Gebiet Nordkasachstan angeschlossen, bis sie 1999 dem Gebiet Aqmola zugeschlagen und dessen neues Verwaltungszentrum wurde. Der bisherige Hauptort Aqmola wurde aus dem gleichnamigen Gebiet ausgegliedert und als Astana neue Hauptstadt Kasachstans.

## Bevölkerung
In der Stadt leben 140.846 Menschen (2014). Davon sind ca. 57 % Kasachen sowie rund ein Drittel ethnische Russen. Auch 2.943 ethnische Deutsche lebten 2014 in Kökschetau.

## Landschaft
Die Stadt liegt in landschaftlich reizvoller Umgebung (Kasachische Schweiz) mit den nahe gelegenen Kurorten Burabai (Borowoje), Serenda und Schtschutschje und ist daher von touristischer Bedeutung.

## Kultur und Sehenswürdigkeiten

### Bauwerke
- Schaqija-Qaschy-Moschee
- Nauan-Chasiret-Moschee
- Erzengel-Michael-Kathedrale
- Auferstehungskathedrale

### Sport
In der Stadt sind der Fußballverein Oqschetpes Kökschetau sowie die Eishockeymannschaft HK Arlan Kökschetau beheimatet.

## Wirtschaft und Infrastruktur

### Wirtschaft

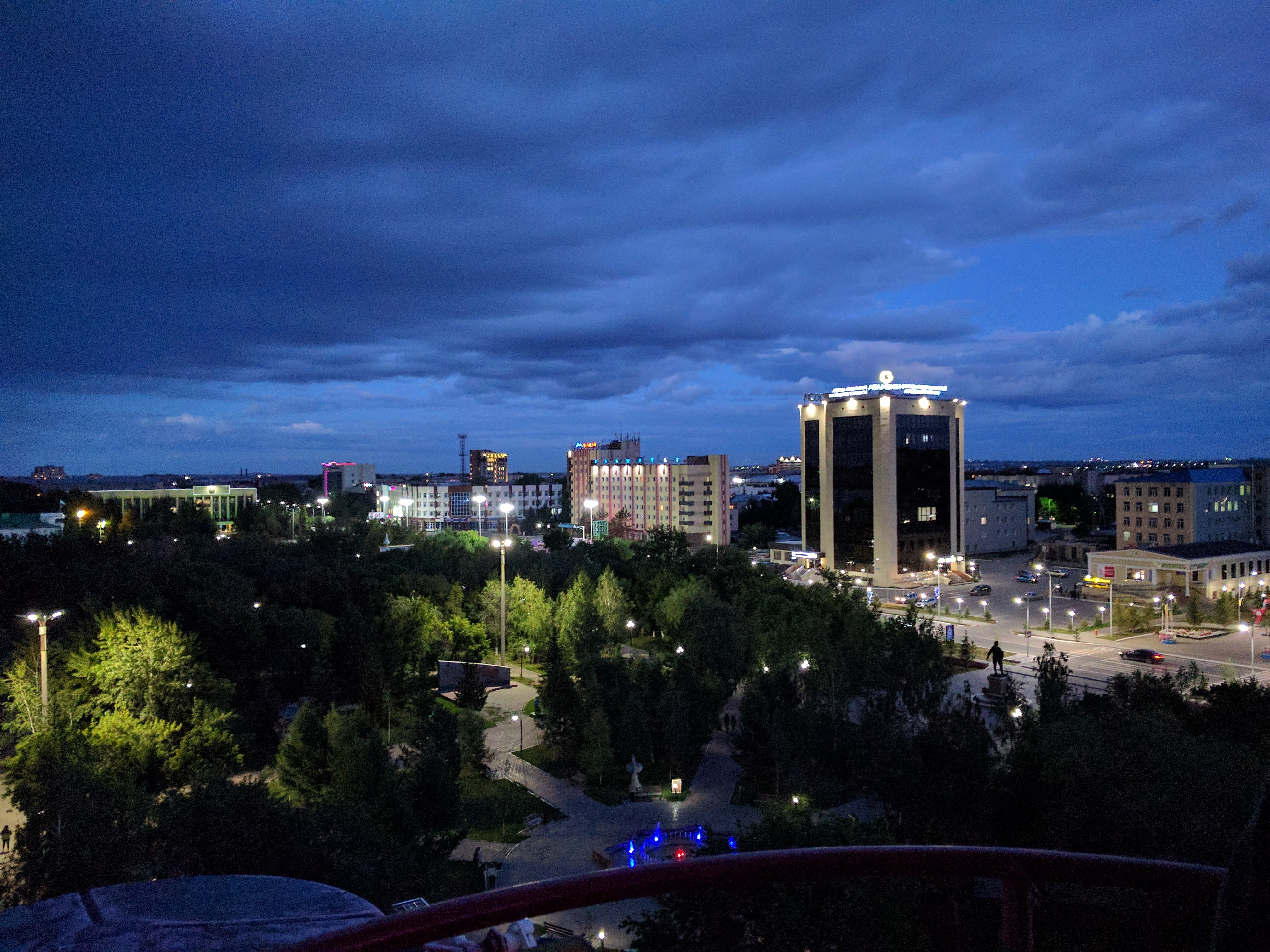
Aussicht vom Riesenrad in Kökschetau

Das nahegelegene Kökschetau-Massiv ist reich an verschiedenen Mineralen. Unter anderem wird dort eine Goldmine betrieben. Kökschetau ist Sitz des Agrarunternehmens Atameken-Agro.
Kökschetau ist Endpunkt einer der größten Stromleitungen der Erde, der mit 1150 kV betriebenen Drehstromleitung Ekibastus–Kökschetau.
Im Jahr 2002 hatte Kökschetau kurzzeitig einen schiefen Turm, nachdem der 1965 errichtete 180 Meter hohe Sendeturm der Stadt auf Grund von Unterspülung seiner Fundamente sich zur Seite neigte. Er wurde in der Folgezeit durch eine permanente stählerne Hilfskonstruktion stabilisiert.

### Verkehr
In der Nähe der Stadt befindet sich der Flughafen Kökschetau.
Die Stadt liegt auf der Eisenbahnstrecke Astana–Petropawl, die vom Norden Richtung Süden führt, und ist ein bedeutender Eisenbahnknotenpunkt, weil die Strecke in der Stadt von der Ost-West-Verbindung Qostanai–Karassuk gekreuzt wird.
Durch Kökschetau verläuft die A1 (Teil der Europastraße 125), die in der kasachischen Hauptstadt ihren Anfang hat. In der Stadt beginnt die A13, die Kökschetau mit der russischen Stadt Omsk verbindet.

### Bildung
Die Stadt beherbergt die Staatliche Universität Kökschetau.

## Städtepartnerschaften
- Waukesha, Wisconsin / Vereinigte Staaten

## Söhne und Töchter der Stadt
- Serikbai Temirbajew (* 1961), Schachspieler und internationaler Schiedsrichter
- Nikolai Iwanow (* 1971), Skilangläufer
- Jewgenija Woloschenko (* 1979), Skilangläuferin
- Alexander Tscherwjakow (* 1980), Biathlet
- Pawel Dubizki (* 1982), Leichtathlet
- Marija Grabowezkaja (* 1987),  Gewichtheberin
- Tatjana Ossipowa (* 1987),  Skilangläuferin
- Jewgeni Giditsch (* 1996), Radrennfahrer
- Wladimir Tonkich (* 1997),  Eishockeyspieler
- Gleb Brussenski (* 2000), Radrennfahrer